# Sidwillite
La sidwillite è un minerale.